# Pante Teungoh
Pante Teungoh is een bestuurslaag in het regentschap Pidie van de provincie Atjeh, Indonesië. Pante Teungoh telt 823 inwoners (volkstelling 2010).